# Relaciones Argentina-Indonesia
Las relaciones entre Argentina e Indonesia se refieren a las relaciones bilaterales entre la República Argentina y la República de Indonesia. Desde las relaciones diplomáticas establecidas en 1956, las relaciones bilaterales entre Argentina e Indonesia se han vuelto cada vez más estratégicas. Según el embajador de Argentina ante su homólogo indonesio Javier A. Sanz de Urquiza, Indonesia ha sido "un verdadero amigo de la Argentina" por el conflicto de soberanía de las Islas Malvinas. Argentina tiene una embajada en Yakarta, mientras que Indonesia tiene una embajada en Buenos Aires. Ambos países dicen que comparten los mismos valores con respecto al orden internacional, y la misma aspiración de defender el interés de las naciones en desarrollo en el foro internacional. Ambos países son miembros del Grupo de los 77, las economías más importantes del G-20, los países en desarrollo del G20 y el Foro de Cooperación de Asia Oriental y América Latina.

## Historia

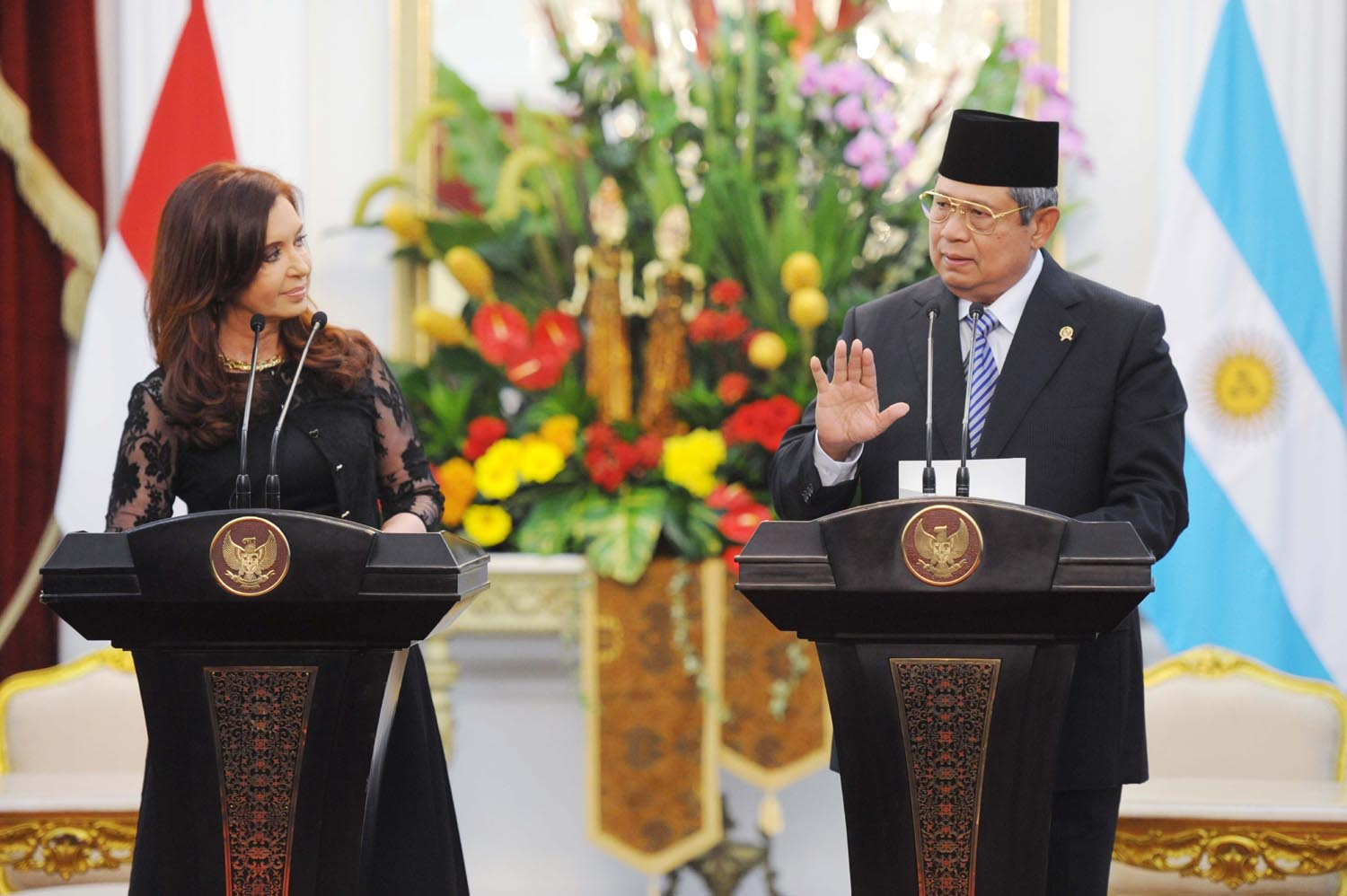
Presidente Yudhoyono y Cristina de Kirchner en Istana Merdeka, Yakarta, 17 de enero de 2013.

Las relaciones diplomáticas entre Argentina e Indonesia se establecieron el 30 de julio de 1956. Durante la Guerra de las Malvinas en 1982, Indonesia apoyó la reclamación de la soberanía de la Argentina a las Islas Malvinas sobre las demandas del Reino Unido.

## Visitas de alto nivel
En septiembre de 2012, el ministro de Relaciones Exteriores de Argentina, Héctor Marcos Timerman, visitó Yakarta, Indonesia. En enero de 2013, la presidenta argentina Cristina Fernández de Kirchner visitó Indonesia y pagó una llamada de cortesía al presidente indonesio Susilo Bambang Yudhoyono.

## Comercio
Indonesia es el segundo mayor destino para las exportaciones argentinas a Asia después de China, y el más grande en el sudeste asiático. Mientras que Argentina es el segundo mayor importador de productos indonesios de Sudamérica después de Brasil. En el comercio global, Indonesia es el cuarto mayor socio comercial de la Argentina en Asia. El volumen del comercio entre Indonesia y Argentina aumentó de 632,47 millones de dólares en 2007 a casi 2.000 millones de dólares en 2011. La balanza comercial favorece fuertemente a la Argentina, ya que cada año Indonesia compra más de 1.000 millones de dólares en soja de Argentina.